# 埃利斯縣 (德克薩斯州)
埃利斯縣（英語：Ellis County）是美國德克薩斯州東部的一個縣。面積2,465平方公里。根据美國2000年人口普查，共有人口111,360人。縣治瓦克沙哈契（Waxahachie）。
縣政府成立於1849年12月20日。縣名紀念制訂《德克薩斯獨立宣言》的會議主席理查·埃利斯（Richard Ellis）。